# 227930 Athos
227930 Athos este o planetă minoră (asteroid) din centura de asteroizi. A fost descoperită pe 14 aprilie 2007 la Saint-Sulpice de Bernard Christophe⁠(d) și a fost numită după Athos⁠(d). 
Obiectul prezintă o orbită caracterizată de o semiaxă mare de 3,1480069869048 UAi, o excentricitate de 0,23, o înclinație de 9,3 ° în raport cu ecliptica.